# Озёрное (Денисовский район)
Озёрное (каз. Озёрный) — упразднённое село в Денисовском районе Костанайской области Казахстана. Исключено из учётных данных в 2021 году. Входилот в состав Крымского сельского округа. Находится примерно в 27 км к северо-востоку от районного центра, села Денисовка. Код КАТО — 394047200.

## Население
В 1999 году население села составляло 250 человек (131 мужчина и 119 женщин). По данным переписи 2009 года, в селе проживало 197 человек (108 мужчин и 89 женщин).